# Circa Survive
Circa Survive és un grup de música indie/experimental/alternativa de Philadelphia (Pennsylvania, EUA). Va ser formada per Anthony Green després d'anar-se'n de Saosin, el seu anterior grup.
Green, mentre estava a Saosin, sentia la necessitat d'estar en un grup de la seva ciutat natal, Philadelphia. Després d'un any d'estar a aquest grup, Green va tornar a Philadelphia per una operació dental i per visitar el seu amic, Colin Frangicetto, el qual s'havia separat de la seva banda, anomenada This Day Forward, havent estat en escena durant set anys. Green va decidir llavors deixar Saosin i començar un nou grup amb Frangicetto, tan aviat com s'acabés la gira. Green estava a l'aeroport quan va prendre la decisió, l'endemà, juntament amb Fragicetto van escriure la cançó Handshakes at Sunrise.

## Discografia

### Àlbums
- The Inuit Sessions (EP) (2005)
- Juturna (2005)
- On Letting Go (2007)
- Blue Sky Noise (2010)
- B-Sides (EP) (2010)
- Appendage (EP) (2010)
- Violent Waves (2012)
- Descensus (2014)
- The Amulet (2017)

### Vídeos musicals
- "Act Appalled" (En viu, 2005)
- "Act Appalled" (2006)
- "In Fear And Faith" (2006)
- "The Difference Between Medicine and Poison is in the Dose" (2007)
- "Get Out" (Live Montage) (2010)
- "Imaginary Enemy" (2010)
- "Suitcase" (2012)
- "Sharp Practice" (2012)
- "Schema" (2014)
- "Only the Sun" (2014)
- "Child Of The Desert" (2015)
- "Lustration" (2017)
- "Rites of Investiture" (2017)
- "The Amulet" (2017)
- "Premonition of the Hex" (2017)
- "Flesh and Bone" (2018)